# Jędrzej Moraczewski
Jędrzej Moraczewski, né le 13 janvier 1870 à Trzemeszno et mort tué le 5 août 1944 à Sulejówek, est un militant socialiste et homme d'État polonais. Il fut premier ministre de la république de Pologne de novembre 1918 à janvier 1919.

## Biographie
Jędrzej Moraczewski est né à Trzemeszno en Grande-Pologne au sein d'une famille aux traditions patriotiques. Pendant l'insurrection polonaise de janvier 1863, son père a combattu dans l'unité insurrectionnelle de Marian Langiewicz. Dans les années 1970, la famille Moraczewski déménage à Cracovie, puis à Lwów où Moraczewski s'inscrit à l'Ecole polytechnique dont il sort diplômé ingénieur. En 1893, il rejoint le Parti social-démocrate polonais, où il rencontre Józef Piłsudski. Au départ, le socialisme n'est pour lui qu'un moyen de gagner le soutien des ouvriers pour l'idée de la liberté de la Pologne. Cependant en travaillant comme ingénieur à la construction du chemin de fer, il prend la mésure de la pauvreté des ouvriers de cette époque, ce qui accélère l'évolution de ses idées.
En 1896, il épouse une militante socialiste, Zofia Gostkowska, qui deviendra une des premières femmes députés à la Diète polonaise.

### La lutte pour l'indépendance
En 1907, Moraczewski est élu au Parlement autrichien. En 1914, il rejoint la 1re brigade de Légions polonaises, puis il sert dans le commandement de la Légion en tant que chargé de coopérer avec le Comité national polonais (NKN). En mai 1917, il est arrêté. Après sa libération, il défend les légionnaires internés. Il s'occupe de la coordination politique du la Polska Organizacja Wojskowa, en abrégé POW (Organisation militaire polonaise).
Le 28 octobre 1918, il devient membre du Commission polonaise de liquidation. Quelques jours plus tard, il devient ministre de la poste et des communications du gouvernement provisoire de la République de Pologne créé à Lublin sous la houlette d'Ignacy Daszyński. Après sa libération et le retour en Pologne, le 18 novembre 1918, Józef Piłsudski confie à Moraczewski la mission de créer le premier cabinet de la République de Pologne, auquel se soumettent les diverses autorités et pouvoirs régionaux, aussi bien dans l'ancien Royaume du Congrès qu'en Galicie.

### Chef du premier gouvernement de la Pologne libre

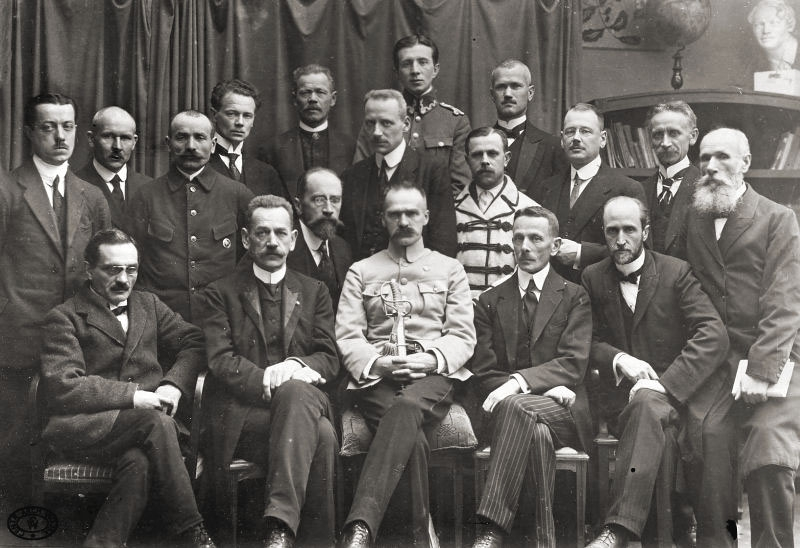
Gouvernement de Moraczewski, décembre 1918. Au centre Jędrzej Moraczewski et Józef Piłsudski

Le gouvernement de Moraczewski est de gauche mais en même temps décidément anticommuniste. Il se charge d’élaborer une loi électorale et promulgue un décret réglant le mode d’élection à la diète constituante. La loi confère le droit de vote à tous les citoyens polonais âgés de 21 ans, sans distinction de sexe, les élections ayant lieu au suffrage universal, égal, direct, proportionnel et à bulletin secret. Ce décret est suivi de toute une série d’actes législatifs dont plusieurs servirent de base fondamentale à la politique sociale polonaise.
Le cabinet de Moraczewski envisage, dès le début, la nécessité de donner satisfaction aux postulats des classes laborieuses et lutter contre le chômage et la misère dans un pays ruiné par l'occupation et la guerre. Il adopte des décrets sur une journée de travail de huit heures et une semaine de quarante six heures, l'inspection du travail, l'assurance obligatoire cas de maladie, la création d'agences de placement et la protection des locataires.
Le gouvernement de Moraczewski n'est pas reconnu par les États alliés et contesté par les nationaux-démocrates. En raison de la prochaine conférence de paix de Paris et de la nécessité de mettre en place un gouvernement jouissant d'un large soutien national et reconnu par l'Occident, Piłsudski décide de démissionner Moraczewski et confier sa succession à Ignacy Paderewski.
Les premières élections législatives se tiennent en janvier 1919 et Moraczewski et sa femme sont élus à l'Assemblée. Il reste très actif au sein du Parti socialiste polonais (PPS). Il est favorable à la nationalisation des usines et à la prise en charge par l'État des usines endettées et en faillite. Il souhaite également une représentation permanente des syndicats de travailleurs au parlement.
Lorsque éclate la guerre soviéto-polonaise en 1920, Moraczewski se porte volontaire pour rejoindre l'armée polonaise. Pour son courage sur le champ de bataille, il est décoré de l'Ordre de Virtuti Militari et de la Croix de la Valeur. Cependant, il perd son fils, Kazimierz, enrôlé comme volontaire à seize ans.
Après la guerre, il est à nouveau élu député. Il fait partie de la faction du PPS qui coopère avec Piłsudski et prépare son retour en politique. En 1924, il devient ministre des Travaux publics dans le gouvernement de coalition d'Aleksander Skrzyński.
Lors du coup d'État de mai de 1926, il est l'un des co-organisateurs de la grève des cheminots, qui empêche les troupes gouvernementales d'atteindre Varsovie. Il est ensuite ministre des travaux publics dans les gouvernements successifs de Sanacja. Son soutien au régime le met en conflit avec la direction de son parti et il est démis du PPS. Il rejoint ensuite la nouvelle faction du PPS à présent divisé - la faction révolutionnaire. Après 1930, il se retire de la vie politique, mais continue de soutenir le gouvernement de Sanacja. Il cofonde l'Union des syndicats (ZZZ) dépendant des autorités. Après la mort de Piłsudski, il critique ses successeurs, notamment, leur politique sociale. Il postule la nationalisation des banques et de la grande industrie, la réforme agraire et le contrôle ouvrier sur les usines. Il est partisan de l'État arbitre. Il croit au pouvoir des syndicats et présente la grève comme l'arme la plus efficace des travailleurs dans la lutte pour les droits sociaux.
Après le déclenchement de la Seconde guerre mondiale, il organise avec se femme le Comité civique d'aide aux victimes de la guerre à Sulejówek, puis il fonde une coopérative alimentaire. En octobre 1940, il prépare un mémorial politique destiné au général Kazimierz Sosnkowski, qu'il considère comme le seul candidat légitime au poste de commandant en chef. Il est ensuite très critique de la politique de Władysław Sikorski choisi à sa place. En décembre 1940, il est expulsé par les Allemands de son manoir.
Son fils Adam s'engage dans Związek Walki Zbrojnej (l'Union de la lutte armée) et il est chargé des contacts avec des institutions polonaises en Hongrie. Lors de la troisième mission en Hongrie, il est arrêté, soumis à un interrogatoire musclé et déporté avec l'un des premiers groupes de prisonniers au camp d'Auschwitz, où il meurt d'épuisement le 31 octobre 1941. La fille de Moraczewski, Wanda, est arrêtée et meurt à Pawiak, la prison de la Gestapo à Varsovie, en 1942. Ainsi, le couple Moraczewski perd les derniers de ses enfants.

### Mort
Jędrzej Moraczewski meurt le 5 août 1944, lors des combats pour Sulejówek, touché par un fragment d'obus d'artillerie dans son appartement[réf. nécessaire].